# Szabó Attila (atléta)
Szabó Attila (Budapest, 1984. július 16. –) magyar tízpróbázó atléta.

## Sportpályafutása
Az UTE sportolójaként kezdett versenyezni. 2003-ban fedett pályán junior magyar bajnok volt. A következő évben a felnőtt szabadtéri ob-n lett harmadik. 2005-ben az U23-as Európa-bajnokságon 11. helyen végzett. A többpróba Európa-kupában 13. lett egyéniben, első csapatban. 2006-tól a Debreceni SC versenyzője lett. 2007-ben a többpróba szuper ligában 8. volt csapatban. 2009-ben az universiaden harmadik volt. A 2009-es atlétikai világbajnokságon 31. lett. 2011-ben a Ferencvárosi TC színeiben versenyzett. 2012 júliusában, már a Budaörsi AC sportolójaként, 8003 pontos egyéni csúcsával biztosította az olimpiai részvételét.